# Éon d'Arles
Éon ou Eone (en latin : Aeonius), archevêque d’Arles ( ? - † le 17 août 502).
 Saint de l’Église catholique et de l'Église orthodoxe, honoré le 18 août.

## Biographie
Éon d'Arles naît à Chalon-sur-Saône en Bourgogne, et monte sur le siège d'Arles sans doute au début de l'année 485. 

### Archevêque d'Arles
Le pape de Rome Gélase 1er, élu en mars 492, lui écrit pour lui faire part de son élection, et pour le charger d'en informer les évêques des Gaules. Le pape reconnaît ainsi la primauté de l’Église d’Arles. 
En 498, une lettre d'Anastase de Rome à Éon d'Arles révèle l'intérêt de l'Église des Gaules et de son représentant pour la question de la création des âmes et du péché originel.
L'année suivante, en septembre 499, Éon participe à la célèbre conférence épiscopale de Lyon regroupant catholiques et ariens, en présence du  roi Gondebaud.
À cette date, il accueille son jeune parent (probablement son neveu) Césaire. Éon l'agrège à son clergé, l'ordonne diacre puis prêtre. Il le désigne comme abbé pour rétablir l'ordre dans un monastère d'hommes à Trinquetaille ou plus certainement dans l’ île de la Cappe, à proximité d'Arles sur le Rhône. 
En 500, le pape Symmaque  rétablit dans ses droits de métropolitain l'archevêque d'Arles, dont l'influence se limite toutefois à la partie wisigothique de sa circonscription ecclésiastique.
En 502 (ou dès 501), sur le point de mourir et inquiet au sujet de son successeur, il exhorte son clergé et les citoyens d'Arles à ne choisir personne d'autre que son neveu Césaire pour le remplacer. Il  semble en effet, d’après l’historien William E. Klingshirn, qu’Eon déploie beaucoup de zèle avant sa mort pour mettre Césaire en mesure de lui succéder.
Ayant reçu la promesse que ses volontés seraient accomplies, il destine, par testament, tout son bien au rachat des captifs, ainsi qu'au soulagement des pauvres de son Église, et s'endort ensuite dans le Seigneur à la fin de l'été 502.
On l'ensevelit à Arles dans la crypte de l'église Notre-Dame de Grâce, dans un tombeau de marbre blanc que l'empereur Constantin avait destiné à son fils Crispus. Une autre source indique que le  sarcophage dit de l'Anastasie aurait servi en réemploi à la tombe de l'évêque.

### Controverse sur la date de sa mort et sur son successeur
La date exacte de sa mort est encore incertaine : on trouve le XVI des calendes de septembre, et on rapporte également que l’Église d’Arles célébra longtemps sa fête le 17 août, date supposée de sa disparition. De même l'année de sa mort, 501 ou 502, est toujours sujette à controverse. Enfin, il n'est pas certain que son neveu lui ait succédé directement.

### Articles liés
- Histoire d'Arles à l'époque romaine
- Archevêché d'Arles
- Liste des archevêques d'Arles
- Sarcophages d'Arles
- Antiquité tardive